# Pediopsoides distinctus
Pediopsoides distinctus är en insektsart som beskrevs av Van Duzee 1890. Pediopsoides distinctus ingår i släktet Pediopsoides och familjen dvärgstritar. Inga underarter finns listade i Catalogue of Life.